# Jean-Luc Ruty
Jean-Luc Ruty (* 5. Juli 1959 in Arbois) ist ein ehemaliger französischer Fußballspieler und späterer -trainer.

## Spielerkarriere
Als Ruty in der Jugend fußballerisches Talent zeigte, wurde er in die Jugendabteilung des FC Sochaux aufgenommen. Er war 19 Jahre alt, als er 1978 den Sprung in die Erstligamannschaft schaffte, für die er von Beginn an regelmäßig auflief; zum Ende seines ersten Profijahres avancierte er in der Außenverteidigung zum Stammspieler. Am Ende der Saison 1979/80 stand er mit der Mannschaft auf dem zweiten Platz, was der französischen Vizemeisterschaft gleichkam; persönlich gelang ihm zudem der Sprung in die französische U-21-Nationalelf, auch wenn der Sprung in die A-Auswahl seines Landes ihm verwehrt blieb. Obwohl er seinen Stammplatz beibehalten konnte und im Verlauf der Spielzeit 1985/86 in allen Partien der Liga auf dem Platz stand, waren es vor allem die schlechten Resultate seines Vereins, die ihn 1986 dazu veranlassten, Sochaux nach acht Jahren den Rücken zu kehren.
Im selben Jahr unterschrieb Ruty beim Ligakonkurrenten FC Toulouse, wo er ebenfalls einen Platz in der Stammelf erhielt. Neben einstelligen Tabellenpositionen erreichte er in seinen ersten beiden Jahren für den neuen Arbeitgeber zwei Teilnahmen im europäischen Wettbewerb hintereinander, an dem er mit Sochaux einmal teilgenommen hatte. Ähnlich wie bei seinem Ex-Verein musste er das Abrutschen innerhalb der Liga hinnehmen, auch wenn der Abstieg nie eintrat; dazu wurde er im Lauf der Zeit von dem jüngeren Jean-François Hernandez verdrängt. 1992 entschied sich Ruty mit 32 Jahren nach 391 Erstligapartien mit fünf Toren für eine Beendigung seiner Laufbahn.

## Trainerkarriere
Ein Jahr nach seinem Karriereende übernahm der frühere Profi 1993 die Trainerverantwortung bei der zweiten Mannschaft von Toulouse. Für eine Übergangszeit leitete er 1994 die erste Mannschaft und kehrte dann zur Reserve zurück, wo er blieb, bis er 1999 zu seinem Ex-Klub Sochaux wechselte. Bei Sochaux war er als Leiter des Ausbildungszentrums für junge Spieler vorgesehen und war im Dezember 2007 kurzzeitig Trainer der ersten Mannschaft; 2012 wurde er zum Coach der zweiten Auswahl des Vereins.